# San Vito S1
El San Vito S1 es un coche deportivo fabricado en Brasil por San Vito, que utiliza etanol como combustible.

## Diseño y desarrollo
Vito Simone estudió arquitectura en 1974 y ya estaba enfocado a los autos, por lo que hizo varios modelos a escala. Posteriormente trabajó para Ford en áreas de diseño durante 20 años, y al retirarse de la multinacional, Vito Simone funda en 1996 la empresa Personal Parts, que actualmente es el mayor fabricante de kits aerodinámicos de fibra de vidrio en Brasil. No satisfecho con ello, en 2005 comenzó a trabajar en el proyecto ISOR, con la finalidad de crear un auto deportivo 100% brasileño, dicho proyecto fue presentado en 2008 como San Vito S1.
Se trata de un auto pequeño, de 3.74 m de largo, 1.70 m de ancho y 1.15 m de altura. Tiene un chasis tubular con secciones longitudinales redondas y secciones transversales rectangulares, pesa tan solo 930 kg y es propulsado por un motor de origen Volkswagen/Audi montado en la parte trasera y modificado para funcionar solo con etanol que produce 150 HP.
El auto tiene un rendimiento de 6 km/l en ciudad y 8 km/l en carretera, acelera de 0 a 100 km/h en 6.5 segundos y alcanza una velocidad máxima de 220 km/h.

### Variantes
El auto se ofrece en 2 versiones, la básica y la completa, la básica incluye ruedas de 17 pulgadas y acabado sólido mientras que la versión completa incluye llantas de 18 pulgadas, acabado metálico o perlado, faros de xenón, interiores de cuero, sonido básico, toma de aire delantera con carbono, espejos eléctricos, alfombras y frenos delanteros de disco.

### Especificaciones
según fabricante
| Modelo      | Dimensiones         | Peso   | Motor                                   | Potencia          | Llantas                                         | Relación potencia/peso | Aceleración 0-100km/h | Velocidad máxima |
| San Vito S1 | 3740/1700/1150/2160 | 930 kg | Central trasero longitudinal L4 1800 cc | 150 HP @ 7000 rpm | Delantera:225 / 40 2R 18 Trasera:235 / 40 2R 18 | 161.2 HP/ton           | 6.5 s                 | 220 km/h         |